# Georges Villiers
Pour les articles homonymes, voir Villiers.
Pour l’article ayant un titre homophone, voir George Villiers.
Georges Villiers, né le 15 juin 1899 à Charbonnières-les-Bains et mort le 13 avril 1982 à Paris, est un chef d'entreprise, homme politique et syndicaliste français. Maire de Lyon entre 1941 et 1942, puis révoqué, il est le premier président du CNPF de 1946 à 1966.

## Biographie
Diplômé de l'École des mines de Saint-Étienne, il entre comme ingénieur d'études dans la société lyonnaise Derobert et Cie puis fonde avant la guerre de 1939-1945 une entreprise de métallurgie dont il devient le président. À partir de 1936, il est également le président de la Chambre syndicale des métaux de Lyon. En 1938, il fonde ainsi l'Association métallurgique de prévoyance (AMP) qui deviendra le Groupe APICIL. En 1940, il est le créateur de l'école de la rue Dedieu à Villeurbanne, qui deviendra l’IUT B génie mécanique, génie électrique, technique de commercialisation.
En mai 1941, Georges Villiers, se rend à Vichy en tant que membre de la délégation spéciale de la municipalité de Lyon, alors en zone libre, pour en défendre l'indépendance. François Darlan accorde le maintien d'un conseil municipal et lui propose le poste de maire. Georges Villiers accepte après avoir consulté Édouard Herriot. Cette nomination fait suite au renvoi du responsable précédent de la délégation spéciale, Georges Cohendy, qui est jugé trop démocrate par le régime de Vichy.
Fin 1942, après l'occupation de la zone libre, Vichy procède à une épuration du conseil municipal de Lyon. Dix-huit révocations sont prononcées, dont celles de Georges Villiers, soupçonné à juste titre d'aider la Résistance. Arrêté en juin 1944 par la Gestapo et détenu à la prison Montluc, il est interrogé par Klaus Barbie puis déporté le 2 juillet 1944 par le train de la mort au camp de concentration de Dachau et à Neckarelz.
En janvier 1946, il devient président du nouveau Conseil national du patronat français (CNPF) qui remplace l'ancienne Confédération générale de la production française (CGPF). Ancien déporté, il est alors le mieux placé pour rapprocher le patronat français du général de Gaulle. Il reste à la tête de cette organisation jusqu'en 1966. En 1955, il participe au lancement d'un concurrent du journal, Le Monde, intitulé Le Temps de Paris, jugé trop à gauche par les milieux d'affaires ; cette opération reste sans suite et ce nouveau journal ne paraît que quelques mois.
Il est président de BusinessEurope, un lobby des patrons de l'industrie au niveau européen, à partir de 1961, où il remplace son premier président et fondateur, en la personne de l'industriel belge, Léon-Antoine Bekaert, l'année de son décès. Il officie à cette fonction jusqu'à 1962, lorsqu'il sera remplacé par l'industriel néerlandais, Hans de Koster.
En 1978, il publie à Paris ses mémoires sous le titre Témoignages.
Il avait épousé Florence Aynard, fille de Francisque Aynard.

## Décoration
- Commandeur de l'ordre de l'Économie nationale (1954)[6]